# Klinge (Kupfer, Weckhof)
Die Klinge ist eine 1⁄3 km lange Klinge auf der Grenze der Gemarkung des Stadtteils Gaisbach von Künzelsau zum Gemeindegebiet von Kupferzell, beide im baden-württembergischen Hohenlohekreis. Der sie durchfließende Bach mündet südöstlich des Gaisbacher Weilers Weckhof von rechts in die mittlere Kupfer.

## Geographie

### Verlauf
Der Bach durch die Klinge entsteht etwa 0,2 km südöstlich einer Gruppe landwirtschaftlicher Gebäude östlich von Weckhof auf etwa 340 m ü. NHN. Dort setzt eine der landschaftstypischen Klingen ein, die an der Natur an einem schmalen Laubwaldstreifen um den darin fließenden Bach erkennbar ist.
Der Bach ist bis anderthalb Meter breit, seine Sohle ist steinig und teils von Blöcken übersät, er fließt westsüdwestwärts mit kleinräumigen Richtungswechseln steil zu Tale über Felsplatten mit bis zu meterhohen Abstürzen. Nach etwas über 0,3 km langem Lauf mit einem mittleren Sohlgefälle von rund 110 ‰ mündet der Bach auf 305,4 m ü. NHN und damit etwa 35 Höhenmeter unterhalb des Klingenbeginns in die in ihrem Talwald in einem Schotterbett laufende mittlere Kupfer, welche dort abrupt von nördlichem auf westsüdwestlichen Lauf wechselt.
Der Bach hat nur periodisch Durchfluss. Dem Klingenanfang läuft von Osten her ein etwa 0,4 km langer Entwässerungsgraben zu, der inmitten seiner natürlichen Mulde in einem schmalen Grünstreifen zwischen Äckern verläuft und offenbar noch seltener Wasser führt. In der Klinge wird er zuweilen von wenigstens einem kurzen Gerinne von einer Hangquelle her gespeist.

### Einzugsgebiet
Die Klinge hat ein etwa 0,4 km² großes Einzugsgebiet, dessen höchster Punkt am Nordostrand auf einem niedrigen Höhenrücken etwa 363 m ü. NHN erreicht. Der Bach fließt im Ohrnwaldriedel genannten Teil des Unterraums Westliche Kocher-Jagst-Ebenen des Naturraums der Kocher-Jagst-Ebenen, im östlichen Teil gehört daneben ein kleinerer, gewässerfreier Teil des Einzugsgebietes zur Kupferzeller Ebene und Kocheneck des Unterraums Westliche Hohenloher Ebene der Hohenloher und Haller Ebene.
Beidseits der schmalen bewaldeten Klinge ist das Gebiet von großflächigen, flurbereinigten Äckern bedeckt. Der Entwässerungsgraben vor der Klinge und dann der Klingenbach selbst läuft auf der Grenze zwischen der Stadtteilgemarkung Gaisbach von Künzelsau im Norden und dem Gemeindegebiet von Kupferzell im Süden. Besiedlung gibt es nirgends, die erwähnte Gruppe landwirtschaftlicher Gebäude steht auf der nördlichen Wasserscheide.
Jenseits dieser Wasserscheide fließt der Kuhbach ebenfalls etwa westwärts zur abwärtigen Kupfer, jenseits der südlichen der Rechbach in gleicher Richtung zur aufwärtigen.

## Geologie
Der weit überwiegende Gebietsanteil beidseits der Klinge ist von Lettenkeuper (Erfurt-Formation) bedeckt, der ganz im Osten mit kleinen Ausläufern einer Lösssedimentinsel aus dem Quartär überlagert ist. Der Bach hat sich erst nahe dem Kupfertalrand in den Oberen Muschelkalk eingeschnitten.

## Schutzgebiete
Im Nordwesten ragt ein kleiner Zipfel eines Wasserschutzgebietes um den Weiler Weckhof ins Einzugsgebiet, im Osten ein etwas größerer um den Kupferzeller Weiler Rechbach.

## Tourismus
Ein mit rotem Kreuz markierter Wanderweg des Schwäbischen Albvereins, der ab Kupferzell dem Kupfertal hinab bis nach Forchtenberg folgt, quert die Talmulde etwas oberhalb der Klinge.

### LUBW
Amtliche Online-Gewässerkarte mit passendem Ausschnitt und den hier benutzten Layern: Bachlauf durch die Klinge und deren Einzugsgebiet

Allgemeiner Einstieg ohne Voreinstellungen und Layer: Daten- und Kartendienst der Landesanstalt für Umwelt Baden-Württemberg (LUBW) (Hinweise)
1. 1 2  Höhe nach dem Höhenlinienbild auf dem Hintergrundlayer Topographische Karte.
2. ↑  Länge abgemessen auf dem Hintergrundlayer Topographische Karte.
3. ↑  Einzugsgebiet abgemessen auf dem Hintergrundlayer Topographische Karte.
4. ↑  Natur teilweise nach dem Layer Geschützte Biotope.
5. ↑  Schutzgebiete nach dem einschlägigen Layer.

### Andere Belege
1. ↑  Höhe nach schwarzer Beschriftung auf dem Layer WMS LGL-BW Topographische Freizeitkarte 1:25.000 auf: Geoportal Baden-Württemberg (Hinweise)
2. ↑  Wolf-Dieter Sick: Geographische Landesaufnahme: Die naturräumlichen Einheiten auf Blatt 162 Rothenburg o. d. Tauber. Bundesanstalt für Landeskunde, Bad Godesberg 1962. → Online-Karte (PDF; 4,7 MB)
3. ↑  Geologie nach den Layern zu Geologische Karte 1:50.000 auf: Mapserver des Landesamtes für Geologie, Rohstoffe und Bergbau (LGRB) (Hinweise)